# Ichneumon subversatus
Ichneumon subversatus là một loài tò vò trong họ Ichneumonidae.